# Kleine slakdolf
De kleine slakdolf (Liparis montagui) is een vis uit de familie slakdolven (Liparidae). De kleine slakdolf is een kleine zoutwatervis die wordt aangetroffen in wateren langs de kusten van noordwestelijk Europa en IJsland.

## Beschrijving
De kleine slakdolf wordt maximaal 12 centimeter lang. Het is een variabel gekleurde vis die lastig te onderscheiden is van de slakdolf. Ook deze vis is meestal geelbruin van kleur met horizontale strepen. De buikvinnen zijn ook vergroeid tot een ronde zuigschijf. Dankzij deze zuigschijf kan de vis vast blijven zitten op stenen, ook bij zeer hoge stroomsnelheden in het brandingsgebied. De rugvin heeft 28-30 vinstralen en de aarsvin 22-25 vinstralen. De vis leeft voornamelijk in wiervelden.

## Voorkomen in Nederlandse wateren
De kleine slakdolf is zeer zeldzaam in de wateren van de Nederlandse kust. De vis staat als gevoelig op de Nederlandse Rode Lijst maar niet op de internationale Rode Lijst van de IUCN.